# Sørup Kirke (Svendborg Kommune)
 For alternative betydninger, se Sørup Kirke. (Se også artikler, som begynder med Sørup Kirke)
Sørup kirke er en middelalderlig kirke ved Sørup Sø nordvest for Svendborg, grundlagt ca. i år 1150. Den ligger i Sørup Sogn i Svendborg Kommune.

## Inventar
Kirken er enkel indvendigt, og dens inventar består blandt andet af to kirkeklokker fra henholdsvis 1704 og 1989, et skib, to glasmosaikker i våbenhuset samt en døbefont som er kirkens ældste inventar.
Indtil 1816 stod en runesten kaldt Sørup stenen ved kirken som en tærskelsten. På stenen ses en runelignende tekst, som dog ikke er læselig, muligvis fordi runeristeren var analfabet. Stenen befinder sig nu på Nationalmuseet.
Området har muligvis haft en anden religiøs betydning før kirkens opførelse. 
- Alter
- Prædikestol